# Cephalotes cordiae
Espèce
Cephalotes cordiae est une espèce de fourmis arboricoles de la sous-famille des Myrmicinae.

## Répartition
Cephalotes cordiae se rencontre en Bolivie, au Brésil et au Pérou.

## Classification
Le nom valide complet (avec auteur) de ce taxon est Cephalotes cordiae (Stitz (d), 1913).
L'espèce a été initialement classée dans le genre Crytocerus  sous le protonyme Crytocerus cordiae Stitz, 1913,.
Cephalotes cordiae a pour synonymes :
- Crytocerus cordiae Stitz, 1913
- Paracrytocerus cordiae (Stitz, 1913)
- Zacrytocerus cordiae (Stitz, 1913)

### Publication originale
- (de) H. Stitz, « Ameisen aus Brasilien, gesammelt von Ule », Deutsche entomologische Zeitschrift, Berlin, vol. 1913,‎ 1913, p. 207-212 (lire en ligne, consulté le 13 juillet 2024).